# Ligne Hanzōmon
La ligne Hanzōmon (東京地下鉄半蔵門線, Tōkyō Chikatetsu Hanzōmon-sen) est une ligne du métro de Tokyo au Japon gérée par la compagnie Tokyo Metro. Elle relie la station de Shibuya à la station d'Oshiage. S'étendant sur une distance de 16,8 km, elle traverse Tokyo du sud-ouest à l'est en passant dans les arrondissements de Shibuya, Minato, Chiyoda, Chūō, Kōtō et Sumida. Elle est également connue comme ligne 11. Sur les cartes, la ligne est de couleur violette et identifiée par la lettre Z.

## Histoire
La première section de la ligne Hanzōmon ouvre le 1er août 1978 entre Shibuya et Aoyama-itchome. En 1979, la ligne est prolongée à Nagatachō puis à Mitsukoshi-mae en 1989 après avoir dû faire un détour pour éviter de passer sous le palais impérial. Le dernier tronçon jusqu'à Oshiage est inauguré le 19 mars 2003.

## Interconnexions
La ligne est interconnectée à Shibuya avec la ligne Den-en-toshi de la compagnie Tōkyū et à Oshiage avec la ligne Skytree de la compagnie Tōbu. Il existe un projet pour continuer la ligne depuis Oshiage jusqu'à Matsudo (ligne Jōban).

## Stations
La ligne comporte 14 stations, identifiées de Z-01 à Z-14.
| Numéro | Station            | Nom japonais | Distance (km) | Correspondances | Arrondissement |
| ------ | ------------------ | ------------ | ------------- | --- | -------------- |
| Z01    | Shibuya            | 渋谷         | 0             | Tokyo Metro : Fukutoshin, Ginza JR East : Saikyō, Shōnan-Shinjuku, Yamanote Keiō : Inokashira Tōkyū : Den-en-toshi (interconnexion), Tōyoko | Shibuya        |
| Z02    | Omotesandō         | 表参道       | 1,3           | Tokyo Metro : Chiyoda, Ginza | Minato         |
| Z03    | Aoyama-Itchōme     | 青山一丁目   | 2,7           | Tokyo Metro : Ginza Toei : Ōedo | Minato         |
| Z04    | Nagatachō          | 永田町       | 4,1           | Tokyo Metro : Ginza (à Akasaka-mitsuke), Marunouchi (à Akasaka-mitsuke), Namboku, Yūrakuchō                                                 | Chiyoda        |
| Z05    | Hanzōmon           | 半蔵門       | 5,1           | | Chiyoda        |
| Z06    | Kudanshita         | 九段下       | 6,7           | Tokyo Metro : Tōzai Toei : Shinjuku | Chiyoda        |
| Z07    | Jimbōchō           | 神保町       | 7,1           | Toei : Mita, Shinjuku | Chiyoda        |
| Z08    | Ōtemachi           | 大手町       | 8,8           | Tokyo Metro : Chiyoda, Marunouchi, Tōzai Toei : Mita                                                                                        | Chiyoda        |
| Z09    | Mitsukoshimae      | 三越前       | 9,5           | Tokyo Metro : Ginza JR East : Sōbu (à Shin-Nihombashi)                                                                                      | Chūō           |
| Z10    | Suitengūmae        | 水天宮前     | 10,8          | | Chūō           |
| Z11    | Kiyosumi-shirakawa | 清澄白河     | 12,5          | Toei : Ōedo | Kōtō           |
| Z12    | Sumiyoshi          | 住吉         | 14,4          | Toei : Shinjuku | Kōtō           |
| Z13    | Kinshichō          | 錦糸町       | 15,4          | JR East : Chūō-Sōbu, Sōbu | Sumida         |
| Z14    | Oshiage            | 押上         | 16,8          | Tōbu : Skytree (interconnexion) Toei : Asasuka Keisei : Oshiage                                                                             | Sumida         |

## Matériel roulant
La ligne Hanzōmon est parcourue par les trains des compagnies Tokyo Metro, Tōkyū et Tōbu.

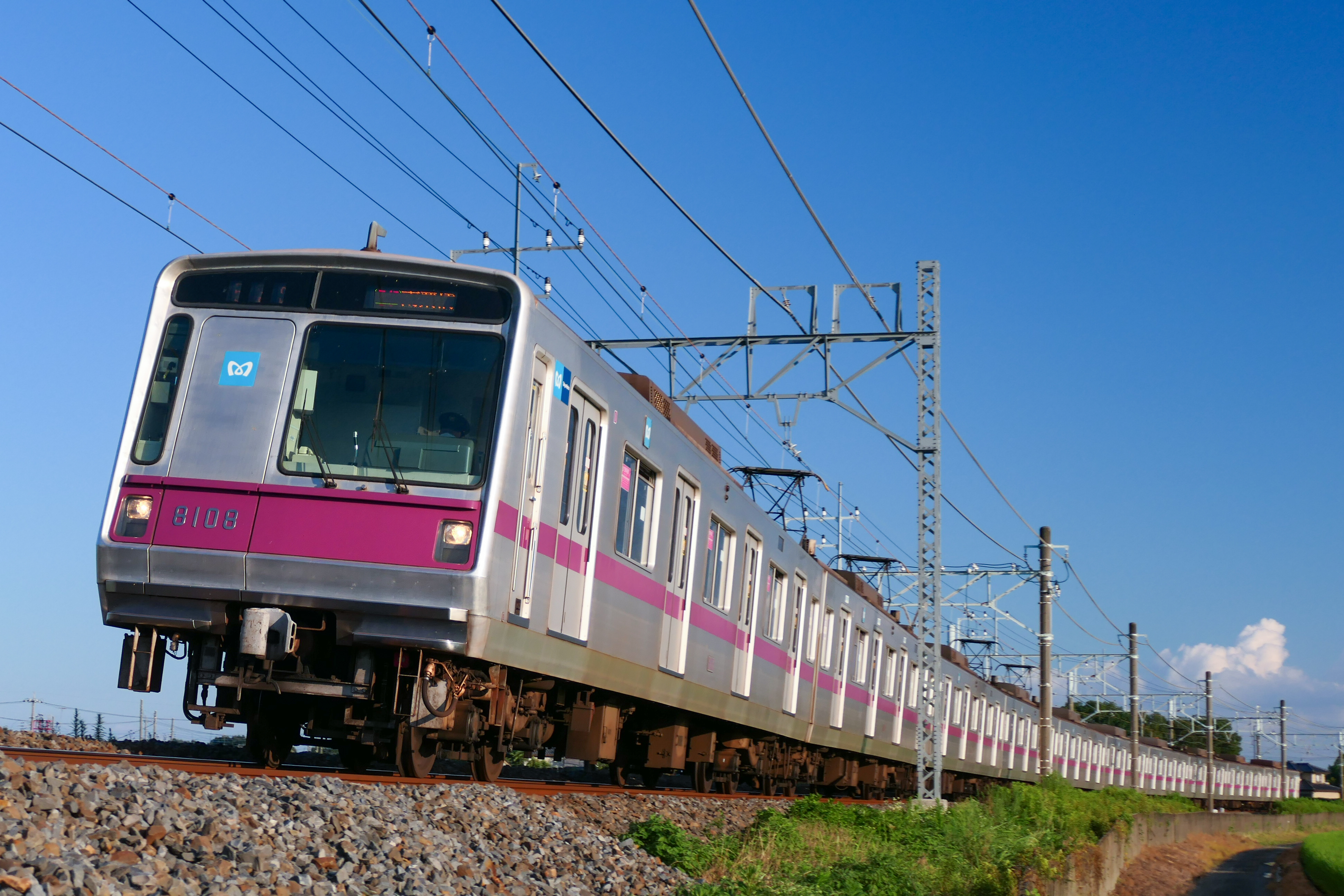
Tokyo Metro série 8000
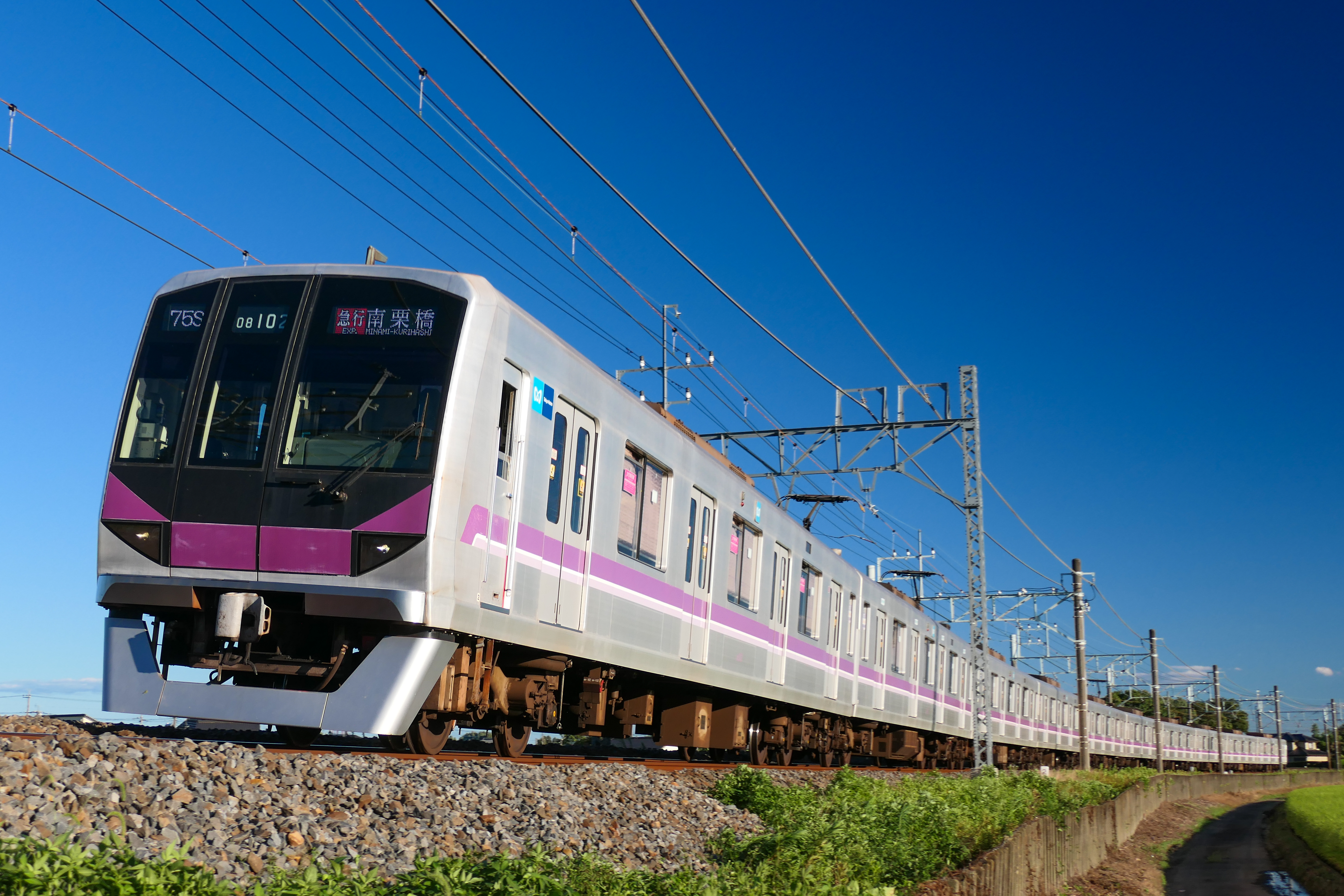
Tokyo Metro série 08
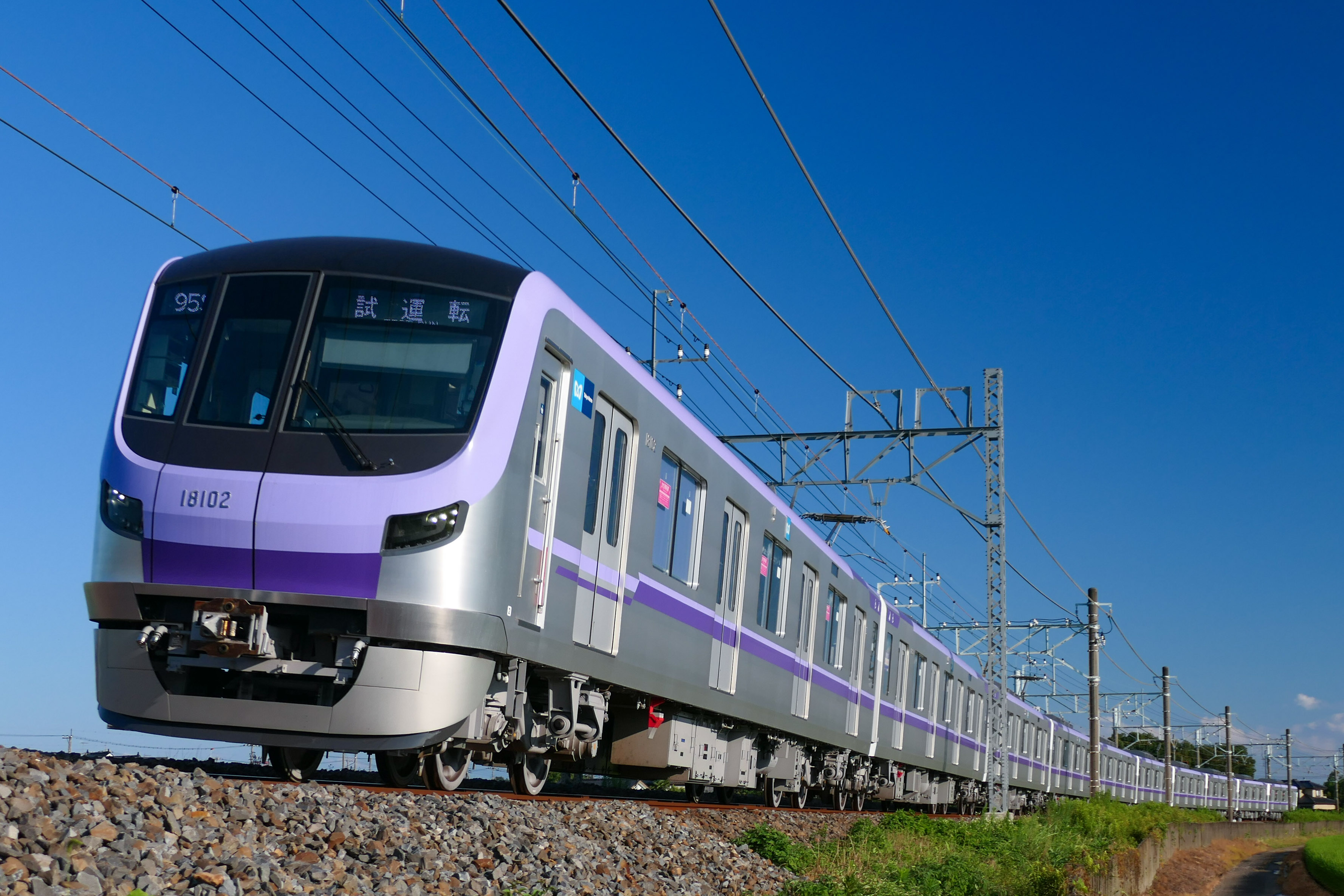
Tokyo Metro série 18000
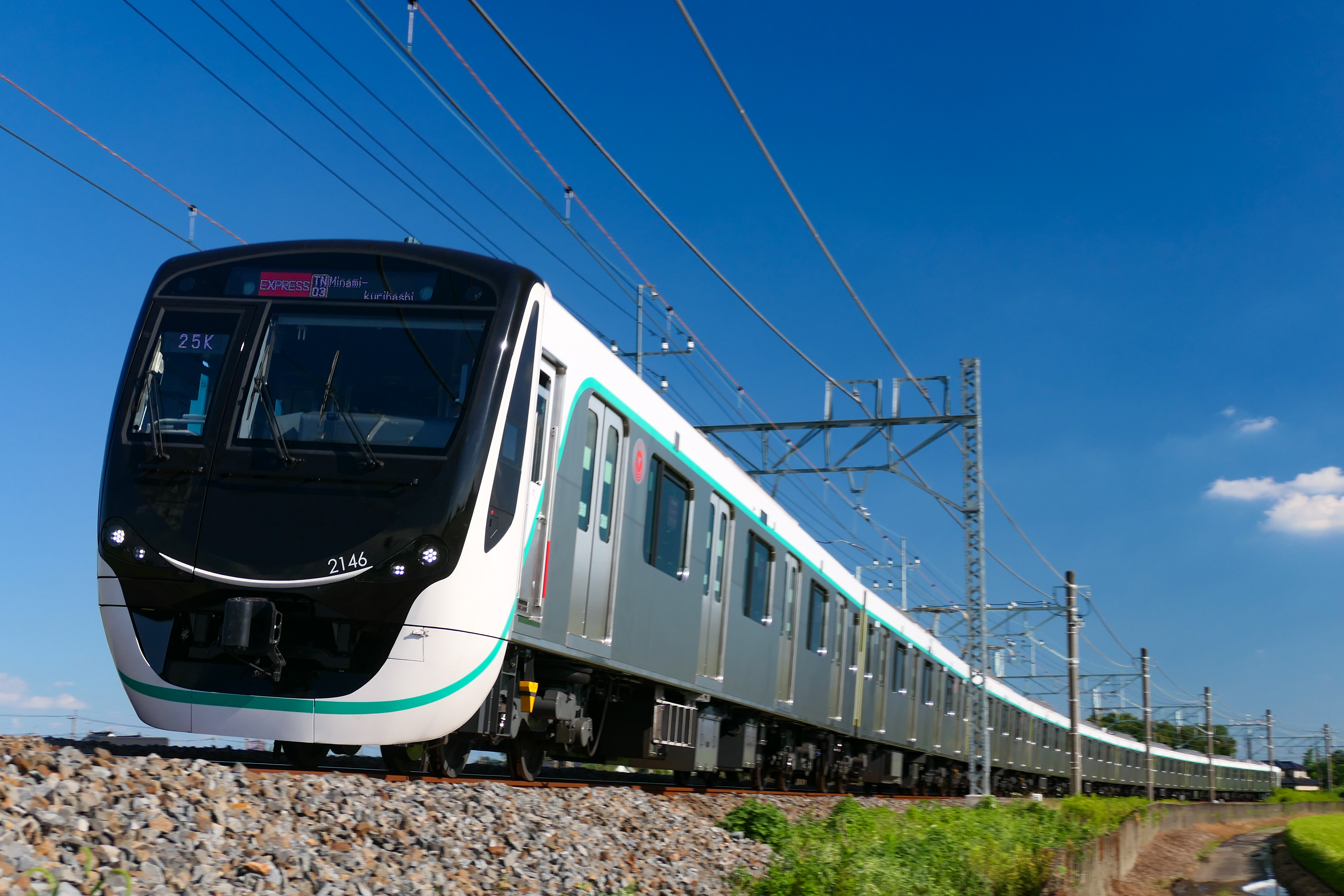
Tōkyū série 2020
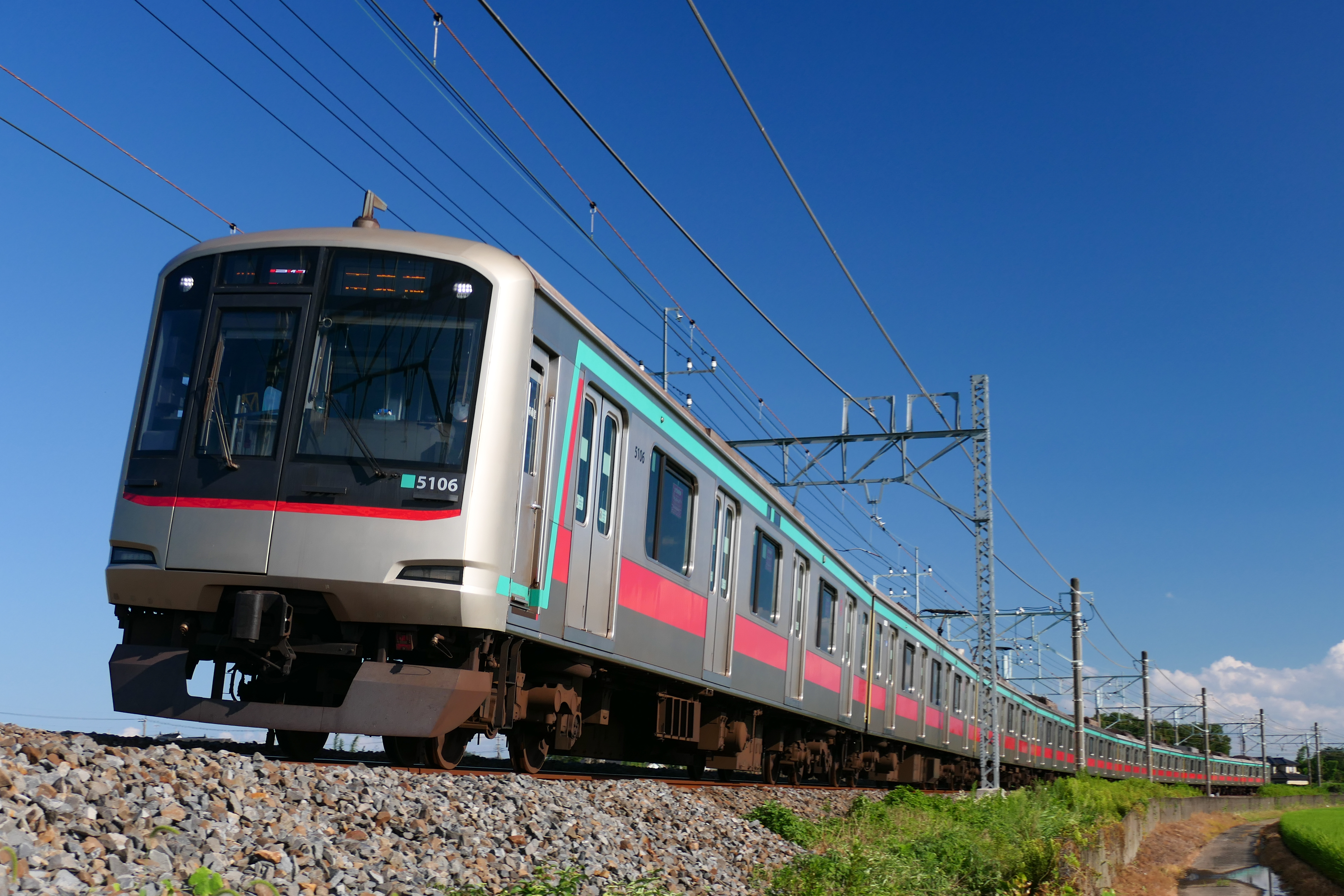
Tōkyū série 5000
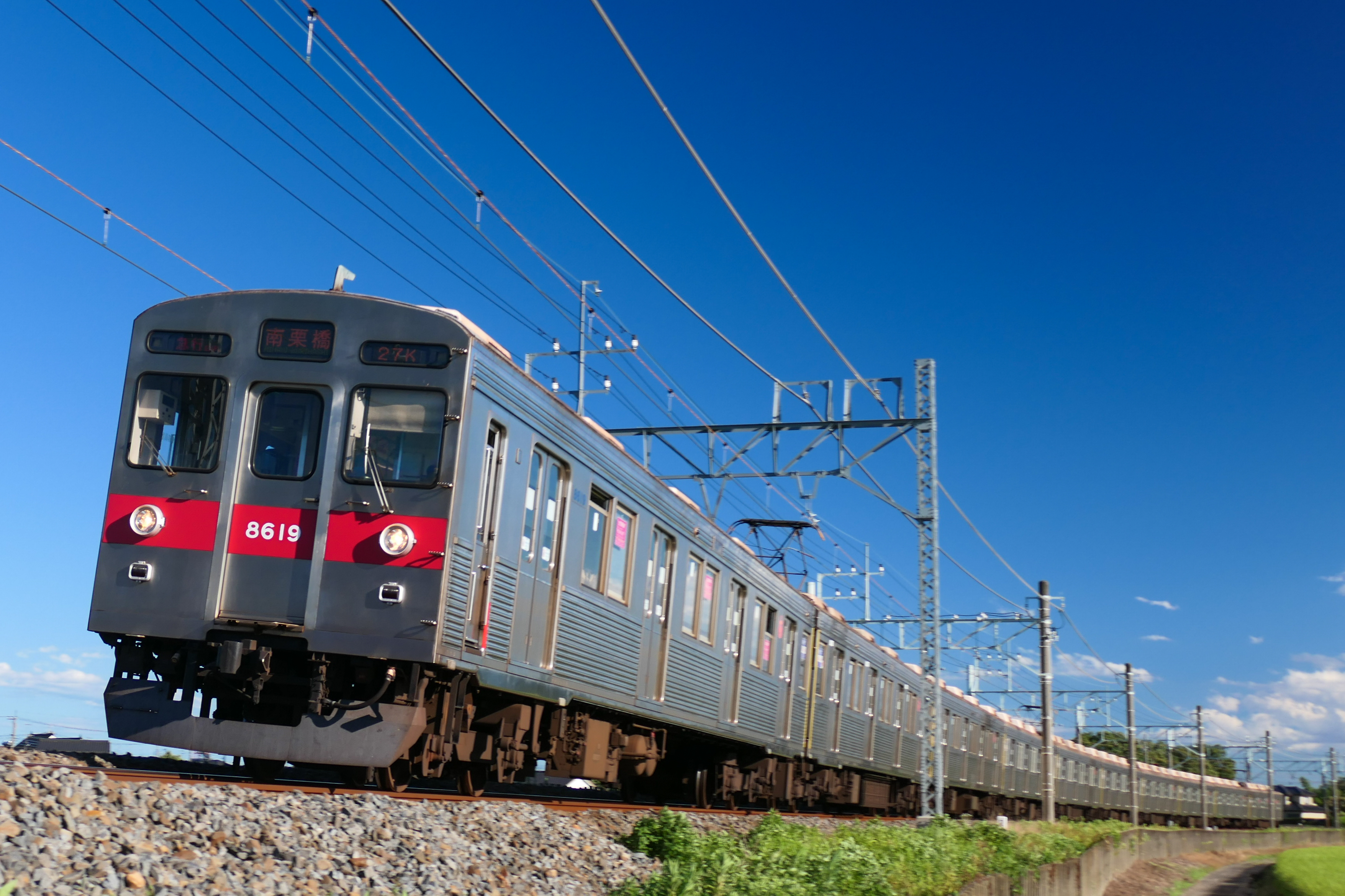
Tōkyū série 8500
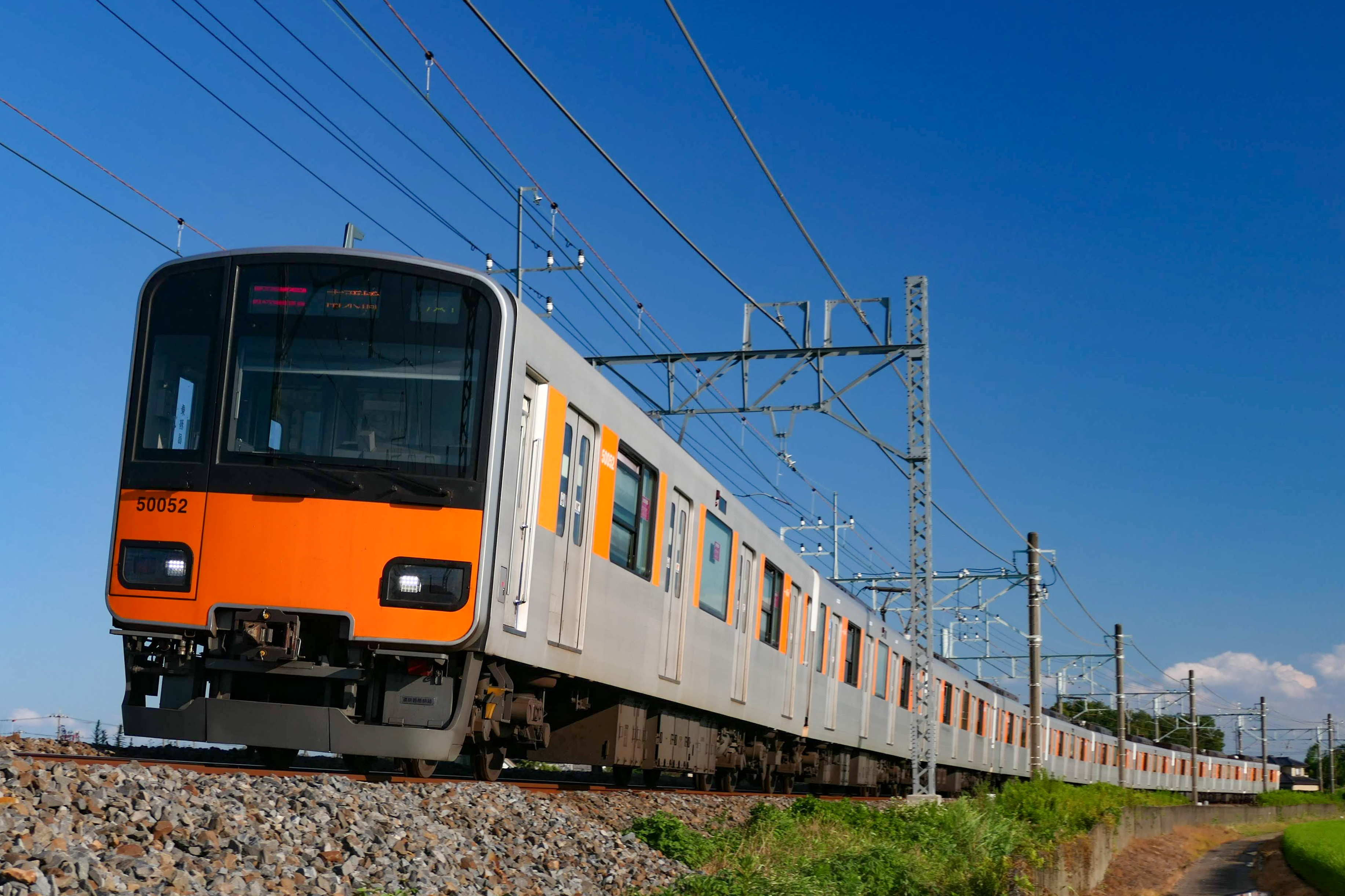
Tōbu série 50050